# Pieter Jacob Elout van Soeterwoude
Pieter Jacob Elout van Soeterwoude ('s-Gravenhage, 11 augustus 1805 – aldaar, 4 oktober 1893), tot 1854 Pieter Jacob Elout, was een Nederlands rechter en antirevolutionair politicus.

## Opleiding en carrière
Pieter Jacob Elout een zoon van minister en staatsraad Cornelis Theodorus Elout en Henriette Josina van Eybergen. Hij vormde samen met Susanna Christina Adriana Elout een tweeling. Hij ging, na de School van de Maatschappij van 't Nut en de Latijnse school te 's-Gravenhage, eerst letteren en daarna Romeins en hedendaags recht studeren aan de Hogeschool te Leiden (huidige Universiteit Leiden), waar hij in 1828 cum laude promoveerde op dissertatie.
Na een korte periode als advocaat stelde hij zich in dienst van de overheid, en werd hij commies van staat bij de Raad van State (1829-1839). Tijdens de veldtocht tegen de Belgische Opstand was hij secretaris van de legerstaf van de Prins van Oranje, bij wie hij nog protest aantekende vanwege de acties tegen de opstandelingen. Vervolgens maakte hij binnen de rechterlijke macht een carrière door, tot hij in 1847 werd benoemd als rechter bij het Provinciaal gerechtshof te 's-Gravenhage.

## Politiek en Raad van State
Van 1853 tot 1862 was Elout van Soeterwoude lid van de Tweede Kamer der Staten-Generaal (voor Gorinchem, na eerst in Middelburg verslagen te zijn), waar hij een antirevolutionair profiel had. Hij sprak er over een breed scala aan onderwerpen.
Na het verlopen van zijn termijn als Kamerlid in 1862 keerde hij terug naar het provinciaal gerechtshof, waar hij enkele maanden later vicepresident werd. Vervolgens werd hij in 1864 benoemd tot lid van de Raad van State (hij had al meermalen bedankt voor een post als minister), waar hij tien jaar lid van zou blijven. Hij was daar lid van de afdelingen Financiën en Buitenlandse Zaken, Koloniën en Justitie. Na zijn ontslag in 1874 was hij vijf jaar ambteloos, waarna hij in 1878 voorzitter (en aanbieder) van het Volkspetitionnement tegen de (liberale) Schoolwet-Kappeyne werd (na zich eerder al tegen de onderwijswetgeving van Justinus van der Brugghen te hebben gekeerd) en zich het volgende jaar opnieuw verkiesbaar stelde voor de Tweede Kamer. In 1879 was hij daar nog enkele maanden lid van, als voorzitter van de antirevolutionaire Kamerclub, waarna hij zijn ontslag aanbood vanwege zijn vergevorderde leeftijd. Vervolgens keerde hij in 1886-1887 nogmaals terug in de politiek, dit keer als lid van de Eerste Kamer der Staten-Generaal voor de provincie Utrecht. In die hoedanigheid zat hij in augustus 1887 de Verenigde Vergadering van de Staten-Generaal voor. Na zijn uiteindelijke pensioen zette hij zich nog wel voor maatschappelijke en religieuze thema's in – zo zou hij medeverantwoordelijk zijn voor de vereniging van de Christelijke Gereformeerde Kerk en de Doleantie tot de Gereformeerde Kerken in Nederland in 1892.

## Familie en erkenning
In 1835 trouwde hij in Changins (Zwitserland) met Elisabeth Henriëtte gravin de Saint George, die twee jaar later al zou overlijden. In 1845 hertrouwde hij met jonkvrouwe Wilhelmina Louisa van Loon, zuster van het Tweede Kamerlid Jan Willem van Loon.
Elout van Soeterwoude verkreeg in 1854 het predicaat 'jonkheer' en werd Heer van Zoeterwoude. Hij is in 1874 benoemd tot Commandeur in de Orde van de Nederlandse Leeuw. Diverse christelijke lagere scholen zijn naar hem vernoemd. In Zoeterwoude-Dorp is een straat naar Elout vernoemd.